# Йозеф фон Урмені
Йозеф фон Урмені (угор. Józef von Úrményi; 1741—1822) — австрійський політичний діяч угорського походження, губернатор Галичини (1801—1806).
У 1803 році у звіті австрійському імператору Францу І Й. Урмені запропонував призупинити функціонування Львівського університету, оскільки через брак коштів той не міг нормально функціонувати. Окрім того, він вважав, що у Львові занадто «велика кількість спокус і розваг, що заважає студентам вчитися». Після розгляду справи спеціальною комісією було прийнято залишити у Львові ліцей, а університет перенести до Кракова.
Портрет Й. Умені, який написав художником Остап Білявський у 1803 році, зберігється у Львівській національній галереї мистецтв імені Бориса Возницького.